# Ceres (Turim)
Ceres é uma comuna italiana da região do Piemonte, província de Turim, com cerca de 1.032 habitantes. Estende-se por uma área de 27 km², tendo uma densidade populacional de 38 hab/km². Faz fronteira com Groscavallo, Chialamberto, Cantoira, Monastero di Lanzo, Ala di Stura, Mezzenile, Pessinetto.

## Demografia
| Variação demográfica do município entre 1861 e 2011                               |
|                                                                                   |
| Fonte: Istituto Nazionale di Statistica (ISTAT) - Elaboração gráfica da Wikipedia |

## Geografia
A comuna fica localizada no Vale do Lanzo, mais precisamente na confluência do Vale Grande do Lanzo e do Vale do Ala, a noroeste da capital do Piemonte. Estes vales ficam na seção dos Alpes chamada de Alpes de Lanzo e da Alta Maurienne

## Topónimo
Segundo uma tradição popular o nome da comuna vem do personagem "Ceres", ou da abundância das cerejeiras selvagens (cerestum). Outros estudiosos sustentam que o nome pode vir do antropónimo "Cirrus". O nome da comuna em Língua provençal é Sérës e em Língua piemontesa é Céres (pronuncia /'ʧerez/)

## Lugares de Interesse
- Santuário de Santa Cristina

Também há a igreja paroquial de Santa Maria Assunta, o prédio da Estação Ferroviária, a Ponte della Viana e o "Museo della Genti delle Valle di Lanzo".. No território da comuna também se localizam o Monte Pellerin, o Monte Doubia e o Monte Plu.

## Transporte
A comuna de Ceres é atendida pela Ferrovia Turim-Ceres (Estação de Ceres) e pelas estrada SP1 delle Valli di Lanzo e SP33 della Val Granda..

## Administração
Esta comuna faz parte da União das Comunas Montanas do Vale do Lanzo, Ceronda e Casternone, sendo que Ceres é a sua sede capital.

## Divisão comunal
A comuna de Ceres se divide nas seguintes Fraziones:
| - Bracchielo - Ceres (sede) - Cernesio | - Chiamorio - Fè - Procaria | - Voragno - Almesio - Chiampernotto | - Ponti - Vana |